# 1996年アトランタオリンピックのジャマイカ選手団
1996年アトランタオリンピックのジャマイカ選手団（1996ねんアトランタオリンピックのジャマイカせんしゅだん）は、1996年7月19日から8月4日にかけてアメリカ合衆国のジョージア州アトランタで開催された1996年アトランタオリンピックのジャマイカ選手団、およびその競技結果。

## 概要
今大会は金メダル1個、銀メダル3個、銅メダル2個の合計6個のメダルを獲得した。

## メダル
| メダル | 選手名                                                                                  | 競技 | 種目             |
| ------ | --------------------------------------------------------------------------------------- | ---- | ---------------- |
| 金     | デオン・ヘミングス                                                                      | 陸上 | 女子400mハードル |
| 銀     | ジェームズ・ベックフォード                                                              | 陸上 | 男子走幅跳       |
| 銀     | マリーン・オッティ                                                                      | 陸上 | 女子100m         |
| 銀     | マリーン・オッティ                                                                      | 陸上 | 女子200m         |
| 銅     | マイケル・マクドナルド ロキシバート・マーティン グレッグ・ホートン ダヴィアン・クラーク | 陸上 | 男子4×400mリレー |
| 銅     | ミッシェル・フリーマン ジュリエット・カスバート ニコール・ミッチェル マリーン・オッティ | 陸上 | 女子4×100mリレー |